# Andrés Baiz
Andrés « Andi » Baiz, né en 1975 à Cali, est un réalisateur et écrivain colombien.

## Biographie
Il est diplômé de la Tisch School of the Arts de New York.

## Filmographie
- 2007 : Satanás
- 2011 : Inside (La cara oculta)
- 2013 : Roa
- 2015 : narcos
- 2021 : Narcos Mexico
- 2022 : Sandman
- 2024 : Griselda (mini-série)
- 2024 : Pimpinero